# Burg Roimund
Die Burg Roimund, auch Raimund (deutsch Roynungen, volkstümlich auch Runenburg) befindet sich bei Jítrava (Pankratz) im Jeschkengebirge (Ještědsky hřbet) in Tschechien. Von der mittelalterlichen Burg sind heute nur noch einige Teile der Außenmauern erhalten.

## Geschichte
Begründet wurde Roimund 1347 durch die Grafen zu Dohna. Johann von Wartenberg erwarb die Anlage 1414. 1447 wurde die Burg durch die Truppen des Lausitzer Sechsstädtebundes erobert und zerstört. 1460 wird Roimund als wüst erwähnt.